# 邦克山前哨戰
邦克山前哨戰(Skirmish of Bunker Hill)爆發於1861年7月15日。此邦克山為雪倫多亞河谷(Shenandoah Valley) 的山丘之一。

## 戰事
北軍帕特森淮將率其旅之所有步兵團，賓夕法尼亞州第一步兵團除外，於7月15日向邦克山發進。其間沒有遇到任何的阻礙，直至抵達馬丁斯堡(Martinsburg)九哩下方，遭遇Stewart及其騎兵600人。
北軍的賓夕法尼亞州第二十一步兵團首先迎敵，在火炮的支援下擊潰南軍的衝鋒；聯邦第二騎兵團追趕南軍，捕獲敵軍將領一名。

## 外部連結
- （页面存档备份，存于）